# Bula Quo!
Bula Quo! è il 30° album del gruppo rock britannico Status Quo, uscito nel giugno del 2013.

## Il disco
Nella prima metà del 2012, gli Status Quo si recano presso le isole Figi per intraprendere le riprese di un vero e proprio film in cui si esibiscono come attori.
Bula Quo! costituisce la colonna sonora dell'omonima pellicola che viene distribuita nei cinema del Regno Unito nell'estate del 2013 ed è formata da due cd, il primo con nove brani originali, il secondo con rifacimenti di successi e brani tratti da recenti esibizioni dal vivo.
Il disco esprime la versatilità musicale della band, sviluppandosi su molteplici percorsi stilistici. Si passa dal boogie rock di Looking out for Caroline al rock duro di Run and Hide passando per brani più disimpegnati (Bula Bula Quo e Fiji Time), nonché trasognate atmosfere da spiaggia nel classico stile musicale delle isole Fiji (Mystery Island).
L'album sale al decimo posto delle classifiche inglesi.
È l'ultimo album degli Status Quo inciso con Matt Letley alla batteria.

## Tracce

### CD1
1. Looking out for Caroline - 4:01 - (Rossi/Young)
2. GoGoGo - 4:16 -(Parfitt/Morris)
3. Run and Hide (The Gun Song) - 4:12 - (Edwards, St Paul)
4. Running Inside My Head - 3:42 - (Letley)
5. Mystery Island - 4:22 - (Parfitt/Morris)
6. All That Money - 3:13 - (Parfitt/Morris)
7. Never Leave a Friend Behind - 2:50 - (Bown, St Paul)
8. Fiji Time - 3:14 - (Edwards)
9. Bula Bula Quo (Kua Ni Lega) - 3:50 - (Rossi/Young)

### CD2
1. Living on an Island (Fiji Style) - 3:45 - (Parfitt/Young)
2. Frozen Hero (dall'album Quid Pro Quo) - 4:19 - (Rossi/Bown)
3. Reality Cheque (dall'album Quid Pro Quo) - 4:05 - (Parfitt/Edwards)
4. Rockin' All Over the World (Bula Edit) - 4:27 - (Fogerty)
5. Caroline (Live) - 5:05 - (Rossi/Young)
6. Beginning of the End (Live) - 4:25 - (Rossi/Edwards)
7. Don't Drive My Car (Live) - 3:49 - (Parfitt/Bown)
8. Pictures of Matchstick Men (Live) - 2:29 - (Rossi)
9. Whatever You Want - 5:10 -(Live) (Bown/Parfitt)
10. Down Down - 5:03 -(Live) (Rossi/Young)

## Formazione
- Francis Rossi - chitarra solista, voce
- Andy Bown - tastiere
- Rick Parfitt - chitarra ritmica, voce
- John 'Rhino' Edwards - basso
- Matt Letley - percussioni